# Басарабы

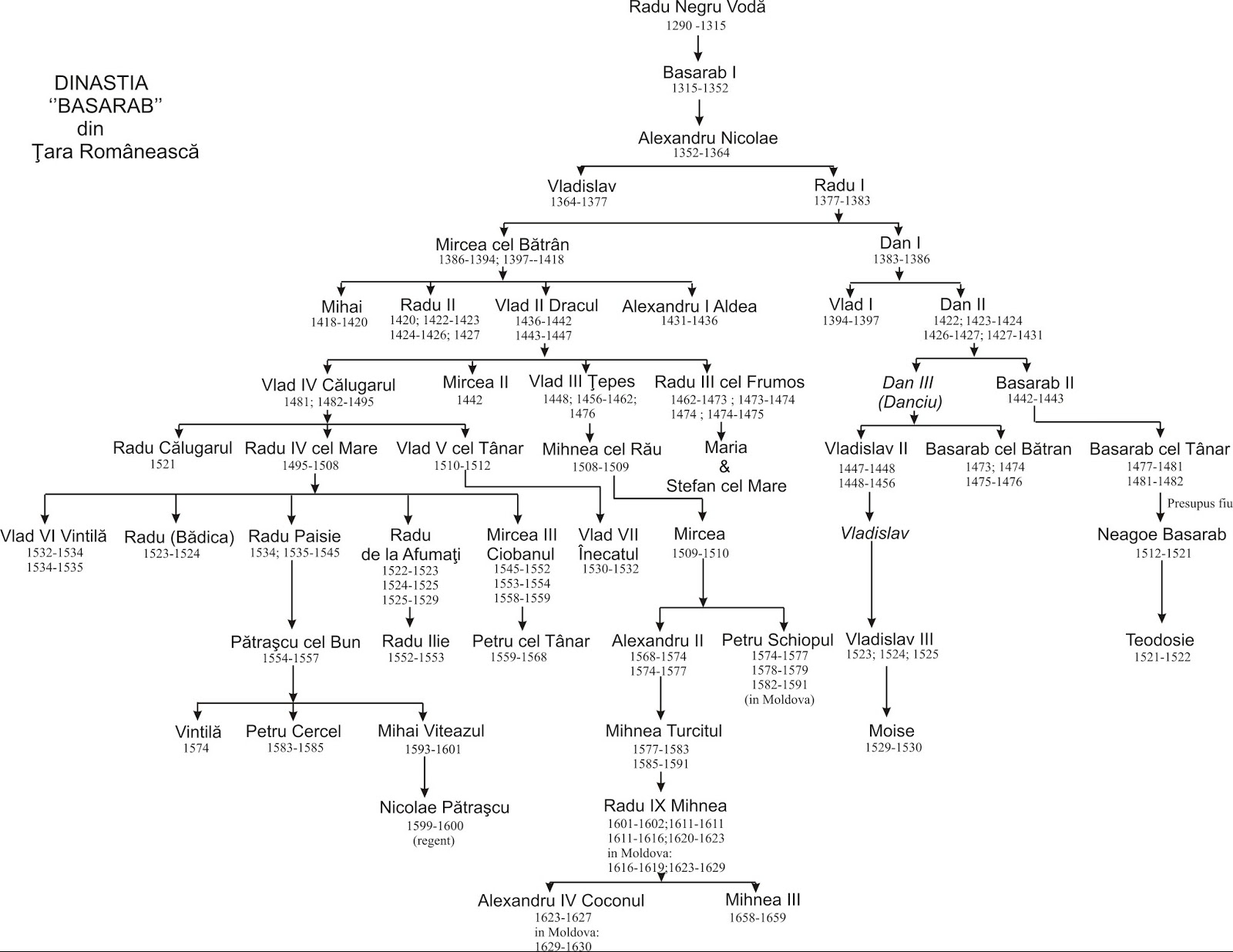
Династия Басарабов

Басара́бы (рум. Basarabii) — династия правителей княжества Валахия с момента его основания в начале XIV века до середины XVII века. Название происходит от имени родоначальника — Басараба.
На данный момент известен только один археологический артефакт предка, начавшего династию, и это перстень боярина Басара, который был найден в церкви Сорока мучеников.

## История

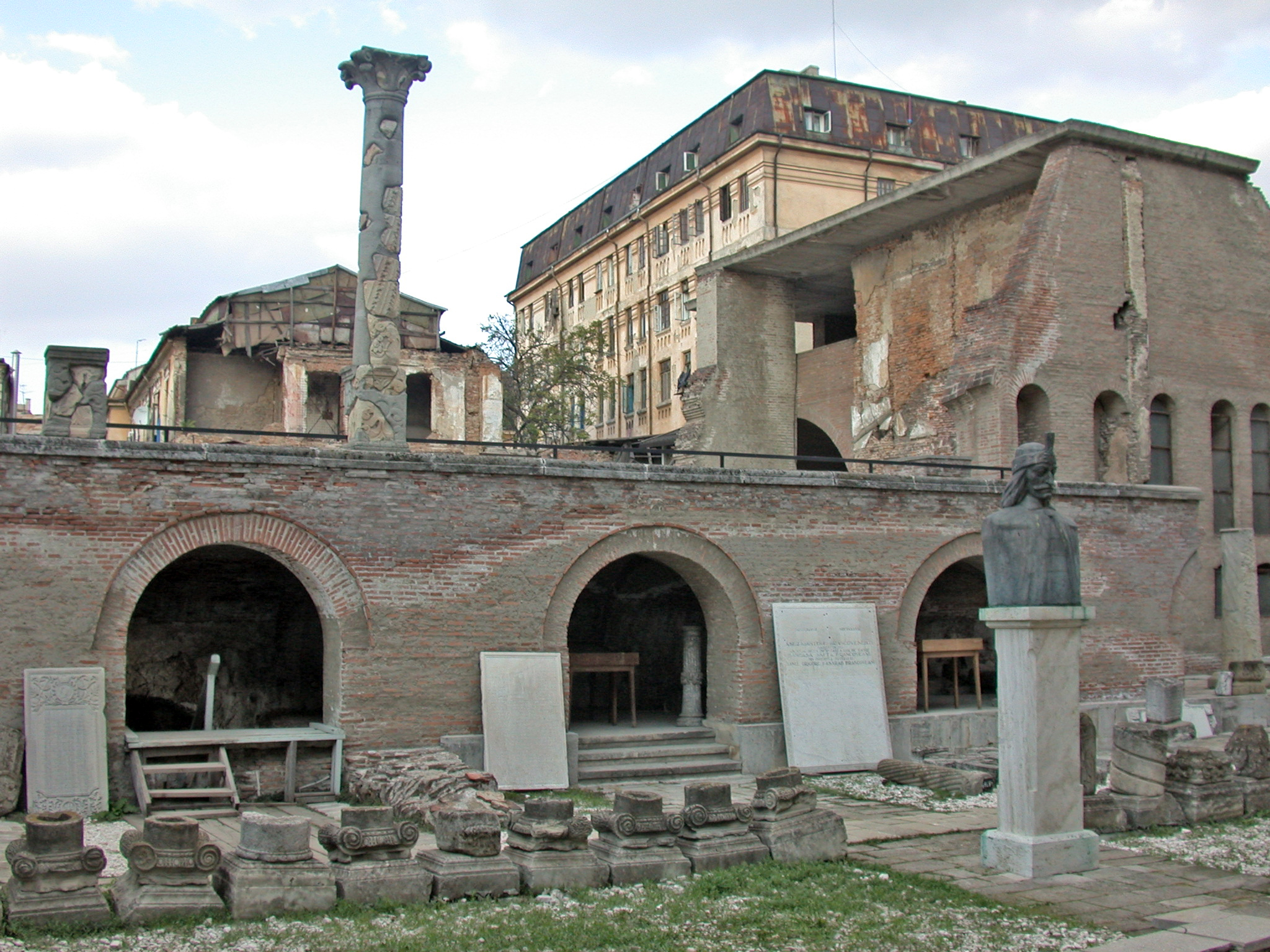
Руины Куртя-Веке — резиденции Басарабов в Бухаресте — с бюстом самого знаменитого представителя династии, Влада III Цепеша

В XV веке династия Басарабов разделилась на две конкурирующие ветви — старшая носила название Данешти (в честь основателя, Дана I), а младшая — Дракулешти (в честь Влада II Дракула, чьим отцом был Мирча Старый, великий воевода Иоанна Шишмана). Престолонаследие с годами становилось всё более хаотичным, ибо власть передавалась не от отца к сыну, а легитимировалась боярским советом (хотя эти выборы зачастую носили формальный характер). Монополию Басарабов на правление Валахией прервал в 1592 году Александр IV Злой — представитель дома Мушатов, традиционно правившего Молдавией. В начале XVII века несколько раз на валашский престол поднимались представители рода Могила и Крайовеску, причём последние считали себя наследниками угасшей линии Басарабов-Данешти. Впоследствии притязания Крайовеску на принадлежность к старшей ветви Басарабов унаследовали родственные им Брынковяну. Последним из потомков Влада II на валашском престоле был Михня III в 1659 году.
Имя Басарабов парадоксальным образом закрепилось за названием области Бессарабия, которая исторически входила в состав Молдавского княжества и управлялась не Басарабами, а Мушатами.